# Piola (metrostation)
Piola is een metrostation in de Italiaanse stad Milaan dat werd geopend op 27 september 1969 en wordt bediend door lijn 2 van de metro van Milaan.

## Geschiedenis
Het station was in het metroplan van 1952 opgenomen als onderdeel van de lijn die de verschillende spoorwegstations aan de rand van de stad met elkaar moest verbinden. De aanleg van deze lijn begon eind 1964 nadat de eerste lijn was geopend. Doordat in de jaren 60 van de twintigste eeuw de grondwaterspiegel op 50 meter diepte lag was het mogelijk om de tunnels tussen Loreto en Udine te boren. Dit deel van de lijn bestaat dan ook uit twee parallelle enkelsporige tunnels en het station kreeg een, voor Milaan uitzonderlijk, eilandperron. Het eerste deel van de tweede lijn, waaronder Piola, werd geopend in september 1969. Destijds was Lambrate FS het enige spoorwegstation dat op de lijn was aangesloten en was de lijn vooral een verbinding tussen de sneltram in het Addadal en lijn 1 bij Loreto. Bovendien was en is Piola het overstappunt voor de OV ringlijn die in Milaan door een trolleybus wordt verzorgd. De industrie in het noordoosten van de stad, met name de staalfabriek van Falck, beëindigde het gebruik van grondwater met als gevolg dat de grondwaterspiegel steeg tot 10 a 15 meter onder het maaiveld. Het station kwam hierdoor in het grondwater te liggen en er werden pompen ingezet om het geheel droog te houden. In augustus 2019 werd het station tijdelijk gesloten om de tunnels en het station waterdicht te maken.

## Ligging en inrichting
Hoewel de aansluitende tunnels geboord zijn volgen ze toch het stratenpatroon. Tussen Loreto en het naamgevende Piazzale Gabrio Piola wordt de Via Gran Sasso gevolgd. Onder de noordkant van het plein maken de tunnels een bocht die aansluit op de westkant van het station. Het station ligt iets ten oosten van het plein onder de Via Pacini en de tunnels ten oosten van het station volgen deze straat tot Lambrate FS. De verdeelhal ligt ten oosten van het plein onder het kruispunt van de Via Pacini met de Via d'Ovidio aan de zuidkant en de Via Bazzini aan de noordkant. De verdeelhal op niveau -2 is toegankelijk vanuit een voetgangerstunnel tussen de twee zijstraten onder de Via Paccini en rechtstreeks via een trap op de noordoosthoek van het kruispunt. Achter de toegangspoortjes zijn gescheiden trappen voor in- en uitstappers tussen verdeelhal en het perron. Het station bedient vooral de technische universiteit, het Città Studi-gebied van de Milanese universiteit en het kankerinstituut die allemaal aan de zuidoostkant van het station liggen.